# Череповы
Череповы — старинный русский дворянский род.
Согласно летописным свидетельствам, история дворянского рода этой фамилии восходит к началу XVII века. Губернским дворянским депутатским собранием род дворян Череповых был записан в VI часть дворянской родословной книги Курской, Харьковской, Екатеринославской и Черниговской губерний Российской империи (Гербовник IX, 69).
Известны ещё несколько дворянских родов Череповых, более современного происхождения.

## Описание герба
В скошенном справа и слева щите в центре червлёный малый щиток, в котором пальмовое дерево в золотой кадке. В верхней части в золотом поле скачущий на серебряном коне ездок, а внизу две шпаги, положенные накрест и обращенные остриями вверх. В боковых частях, в лазоревом поле два золотые свитка. Щит увенчан дворянскими шлемом и короной. Нашлемник: три страусовых пера. Намёт золотой, подложенный червленью и лазурью. Щит держат два льва.
Герб этого дворянского рода был записан в Часть IX Общего гербовника дворянских родов Всероссийской империи, страница 69.

## Известные представители
- Черепов, Александр Николаевич (1877—1964) — генерал-майор (7.1917), герой Первой мировой войны.
- Черепов, Антон Андреевич (1789—1841) — генерал-майор, командир Алексопольского егерского полка, комендант крепости Святых Петра и Павла.